# Forenza
Forenza  község (comune) Olaszország Basilicata régiójában, Potenza megyében.

## Fekvése
A megye északi részén fekszik a Bradano völgyében. Határai: Maschito, Acerenza, Banzi, Palazzo San Gervasio, Ginestra, Ripacandida, Genzano di Lucania, Filiano, Pietragalla és Avigliano.

## Története
Egyes történészi vélemények szerint a település az ókori római Forentum helyén épült fel. A mai település központja jóval távolabb van az ókori város fórumától. Forenza a 9. században alakult ki.

## Népessége
A népesség számának alakulása: 

## Főbb látnivalói
- Szent Kereszt-kolostor- 17. századi eredetű, 16. századi festményeket őriz.
- San Nicola e Maria templom (18. század)
- Santa Maria dell’Armenia-templom romjai (12. század)
- Néprajzi múzeum